# Женски национален отбор по баскетбол на България
Женският национален отбор по баскетбол на България представя страната на международни състезания по баскетбол за жени. До 1989 година отборът има множество успехи и дори в определени периоди е сред водещите сили в Европа и света.
Като най-големи успехи могат да се посочат спечелването на Европейското първенство по баскетбол през 1958 година, второто място на олимпийските игри в Москва през 1980 година, второто място на Световното първеснтво по баскетбол през 1959 година и третото място на олимпийските игри в Монреал през 1976 година.
Отборът също така има 5 сребърни и 4 бронзови медала от Европейски първенства по баскетбол в периода 1954 – 1989 година.

## Успехи

### Балкански първенства
| Година | Класиране |
| ------ | --------- |
| 1960   | Шампиони  |

### Летни Универсиади
| Година | Резултат    |
| ------ | ----------- |
| 1961   | Шампиони    |
| 1977   | Трето място |

### Олимпийски игри
| Година | Резултат    |
| ------ | ----------- |
| 1976   | Трето място |
| 1980   | Второ място |

### Европейски първенства
| Година | Резултат    |
| ------ | ----------- |
| 1954   | Трето място |
| 1958   | Шампиони    |
| 1960   | Второ място |
| 1962   | Трето място |
| 1964   | Второ място |
| 1972   | Второ място |
| 1976   | Трето място |
| 1983   | Второ място |
| 1985   | Второ място |
| 1989   | Трето място |

### Световни първенства
| Година | Резултат    |
| ------ | ----------- |
| 1959   | Второ място |
| 1964   | Трето място |